# Gruey-lès-Surance
Gruey-lès-Surance est une commune française située dans le département des Vosges, en région Grand Est. Depuis janvier 2017, elle fait partie de la communauté d'agglomération d'Épinal.

## Géographie

### Localisation
La commune occupe un plateau de la Vôge entre les vallées de la Saône et du Côney, à 10 km de Bains-les-Bains et 14 km de Darney.
- 1Carte dynamique
- 2Carte Openstreetmap
- 3Carte topographique
- 4Carte avec les communes environnantes

|                          | Grandrupt-de-Bains | La Haye             |
| Hennezel                 | Gruey-lès-Surance  | Harsault Hautmougey |
| Ambiévillers Haute-Saône |                    | Fontenoy-le-Château |

### Voies de communications et transports

#### Voies routières
- D164 vers Hennezel, Hautmougey[1].
- D40d vers Grandrupt-de-Bains.

#### Transports en commun
- Fluo Grand Est.

#### Lignes SNCF
- Gare d'Épinal.

### Géologie et relief
Hydrogéologie et climatologie : Système d’information pour la gestion des eaux souterraines du bassin Rhin-Meuse :
Territoire communal : Occupation du sol (Corinne Land Cover); Cours d'eau (BD Carthage),
Géologie : Carte géologique; Coupes géologiques et techniques,
 Hydrogéologie : Masses d'eau souterraine; BD Lisa; Cartes piézométriques.

### Sismicité
Commune située dans une zone 3 de sismicité modérée.

### Hydrographie et les eaux souterraines
La commune est située dans le bassin versant de la Saône au sein du bassin Rhône-Méditerranée-Corse. Elle est drainée par l'Ourche, le ruisseau Bon Vin, le ruisseau de Gruey, le ruisseau d'Heuillon et le ruisseau Grandrupt.
L'Ourche, d'une longueur totale de 13,3 km, prend sa source dans la commune  et se jette dans la Saône à Claudon, après avoir traversé quatre communes.

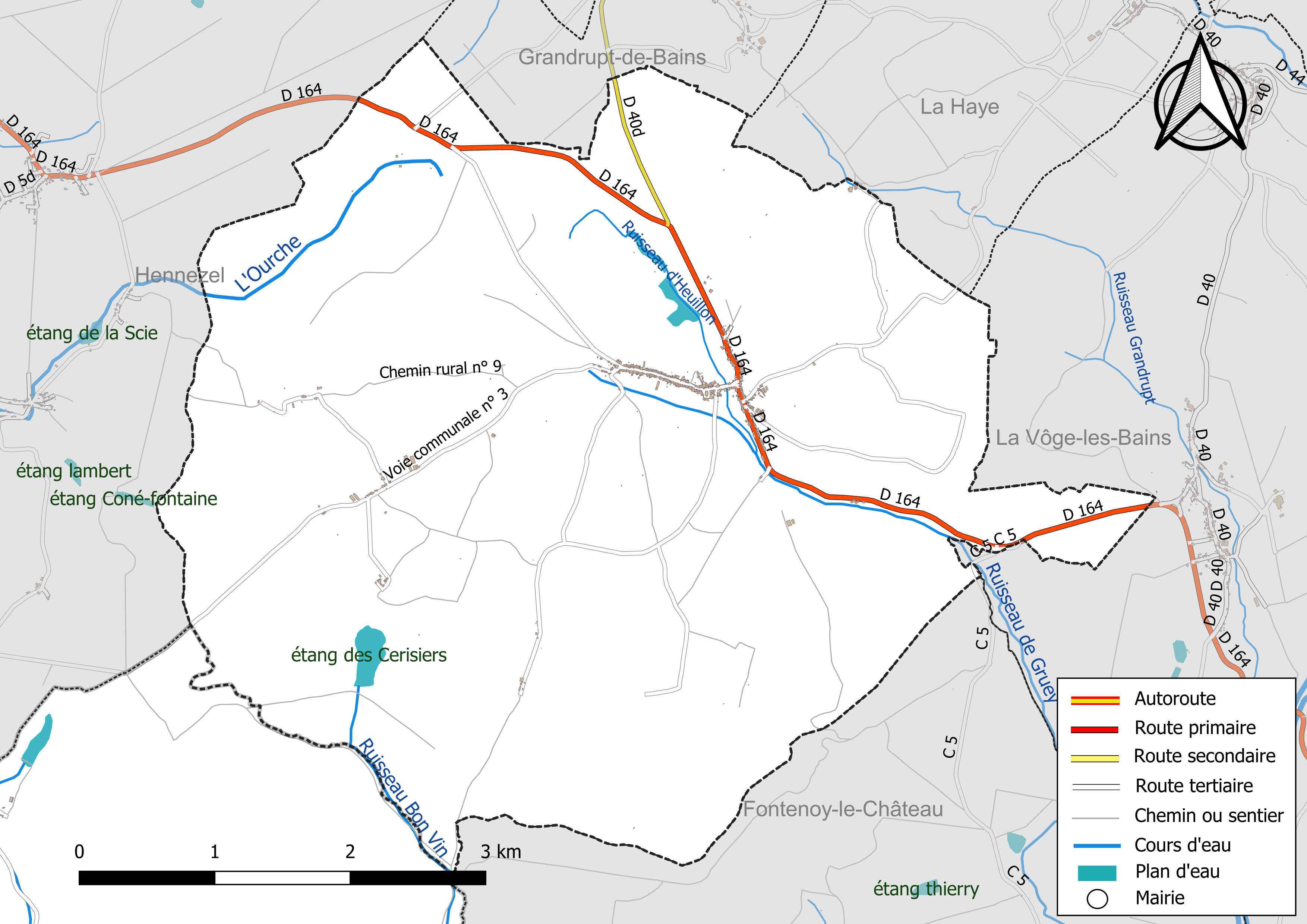
Réseaux hydrographique et routier de Gruey-lès-Surance.

La qualité des eaux de baignade et des cours d’eau peut être consultée sur un site dédié géré par les agences de l’eau et l’Agence française pour la biodiversité.

### Climat
Pour des articles plus généraux, voir Climat du Grand Est et Climat des Vosges.
En 2010, le climat de la commune est de type climat de montagne, selon une étude du Centre national de la recherche scientifique s'appuyant sur une série de données couvrant la période 1971-2000. En 2020, Météo-France publie une typologie des climats de la France métropolitaine dans laquelle la commune est dans une zone de transition entre le climat océanique altéré et le climat océanique altéré et est dans la région climatique  Lorraine, plateau de Langres, Morvan, caractérisée par un hiver rude (1,5 °C), des vents modérés et des brouillards fréquents en automne et hiver. 
Pour la période 1971-2000, la température annuelle moyenne est de 9,2 °C, avec une amplitude thermique annuelle de 17,2 °C. Le cumul annuel moyen de précipitations est de 1 165 mm, avec 13,8 jours de précipitations en janvier et 9,9 jours en juillet. Pour la période 1991-2020, la température moyenne annuelle observée sur la station météorologique de Météo-France la plus proche, « Bains », sur la commune de La Vôge-les-Bains à 7 km à vol d'oiseau, est de 10,5 °C et le cumul annuel moyen de précipitations est de 1 356,7 mm. 
La température maximale relevée sur cette station est de 40,8 °C, atteinte le 25 juillet 2019 ; la température minimale est de −21,4 °C, atteinte le 24 décembre 2001,,. 
Les paramètres climatiques de la commune ont été estimés pour le milieu du siècle (2041-2070) selon différents scénarios d'émission de gaz à effet de serre à partir des nouvelles projections climatiques de référence DRIAS-2020. Ils sont consultables sur un site dédié publié par Météo-France en novembre 2022.

## Urbanisme

### Typologie
Au 1er janvier 2024, Gruey-lès-Surance est catégorisée commune rurale à habitat dispersé, selon la nouvelle grille communale de densité à sept niveaux définie par l'Insee en 2022.
Elle est située hors unité urbaine et hors attraction des villes,.

### Occupation des sols
L'occupation des sols de la commune, telle qu'elle ressort de la base de données européenne d’occupation biophysique des sols Corine Land Cover (CLC), est marquée par l'importance des territoires agricoles (56,8 % en 2018), une proportion identique à celle de 1990 (56,8 %). La répartition détaillée en 2018 est la suivante : 
forêts (40 %), prairies (38,1 %), terres arables (11 %), zones agricoles hétérogènes (7,8 %), milieux à végétation arbustive et/ou herbacée (1,9 %), zones urbanisées (1,3 %). L'évolution de l’occupation des sols de la commune et de ses infrastructures peut être observée sur les différentes représentations cartographiques du territoire : la carte de Cassini (XVIIIe siècle), la carte d'état-major (1820-1866) et les cartes ou photos aériennes de l'IGN pour la période actuelle (1950 à aujourd'hui).

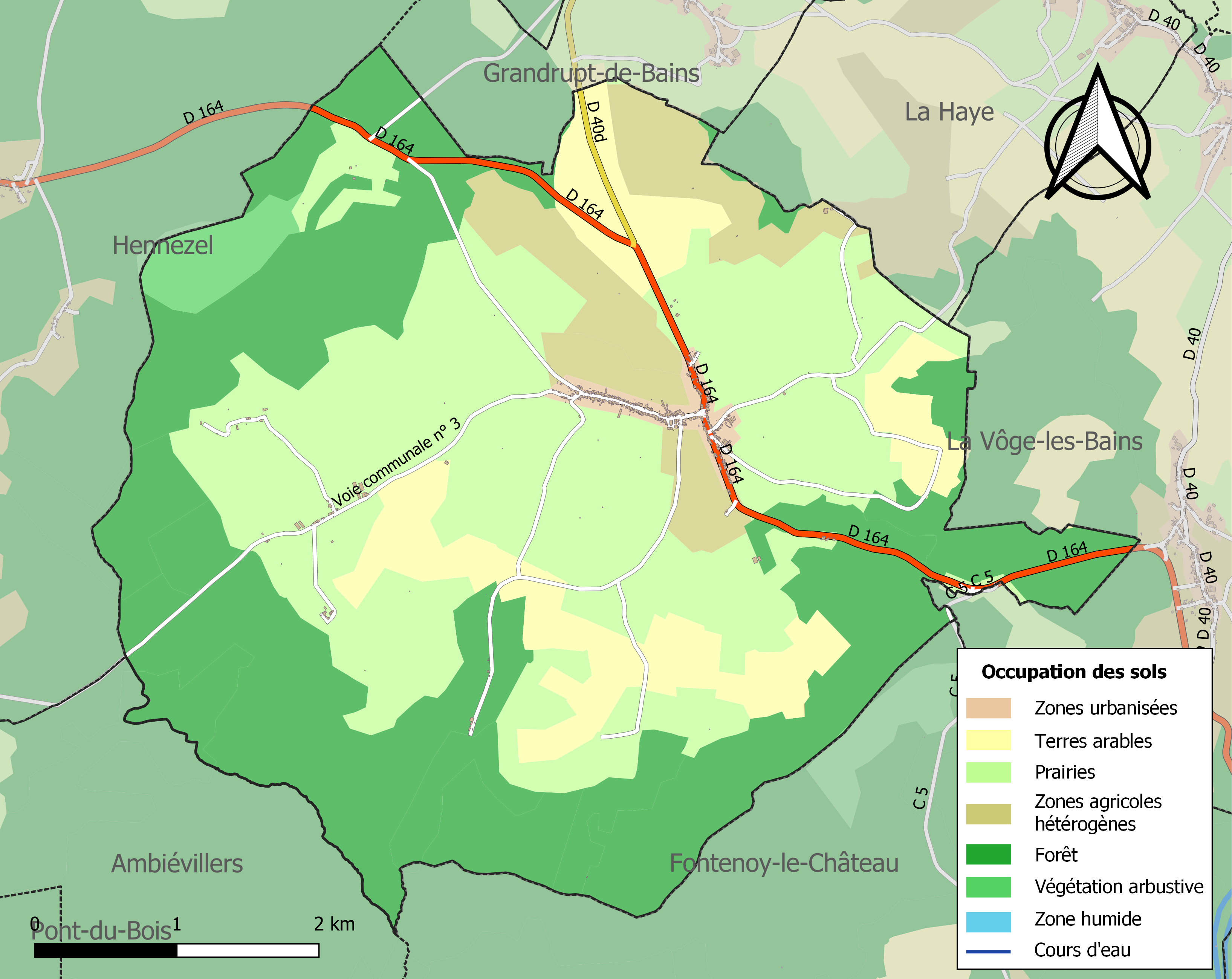
Carte des infrastructures et de l'occupation des sols de la commune en 2018 (CLC).

## Toponymie
Le nom de la localité est attesté sous les formes Gruey (1315) ; Gruei (1338) ; Nicolai de Grueto (1548) ; Ban de Gruey (1555) ; Gruyer (1611) ; Grué (1663) ; « Le ruisseau qui descend de Gruier, comté de Bourgogne, lequel fait la séparation de la Lorraine et d… » (1735) ; Ruisseau de Grurupt (1905).

Peut-être du latin grus « grues » et du suffixe collectif -etum : « ensemble de grues ».

Les grues cendrées qui traversent la France en formations serrées, descendant à la fin de l'été vers l'Afrique et remontant en Suède à la fin de l'hiver, s’arrêtent cependant en quelques lieux qui gardent leur souvenir comme Gruey-lès-Surance.
La préposition « lès » permettait de signifier la proximité d'un lieu géographique par rapport à un autre lieu. En règle générale, il s'agisait d'une localité qui tenait à se situer par rapport à une ville voisine plus grande. La commune française de Gruey indique qu'elle se situait près de Surance.

## Histoire
En 1790, Gruey fut cédée au département des Vosges par la Franche-Comté et intégrée au district de Darney et au canton de Bains.
L'administration départementale demande le 23 février 1842 la réunion de la commune de Surance et de celle de Gruey. La communauté de Surance y adhère, celle de Gruey s'y oppose. Néanmoins, les communes de Gruey et de Surance ont été fusionnées le 4 juin 1842 sous le nom actuel de Gruey-lès-Surance.

« Les communes de Surance et de Gruey, canton des Bains, arrondissement d’Épinal, département des Vosges, sont réunies en une seule, qui prendra le nom de Gruey-lès-Surance, et dont le chef-lieu est fixé à Gruey. »

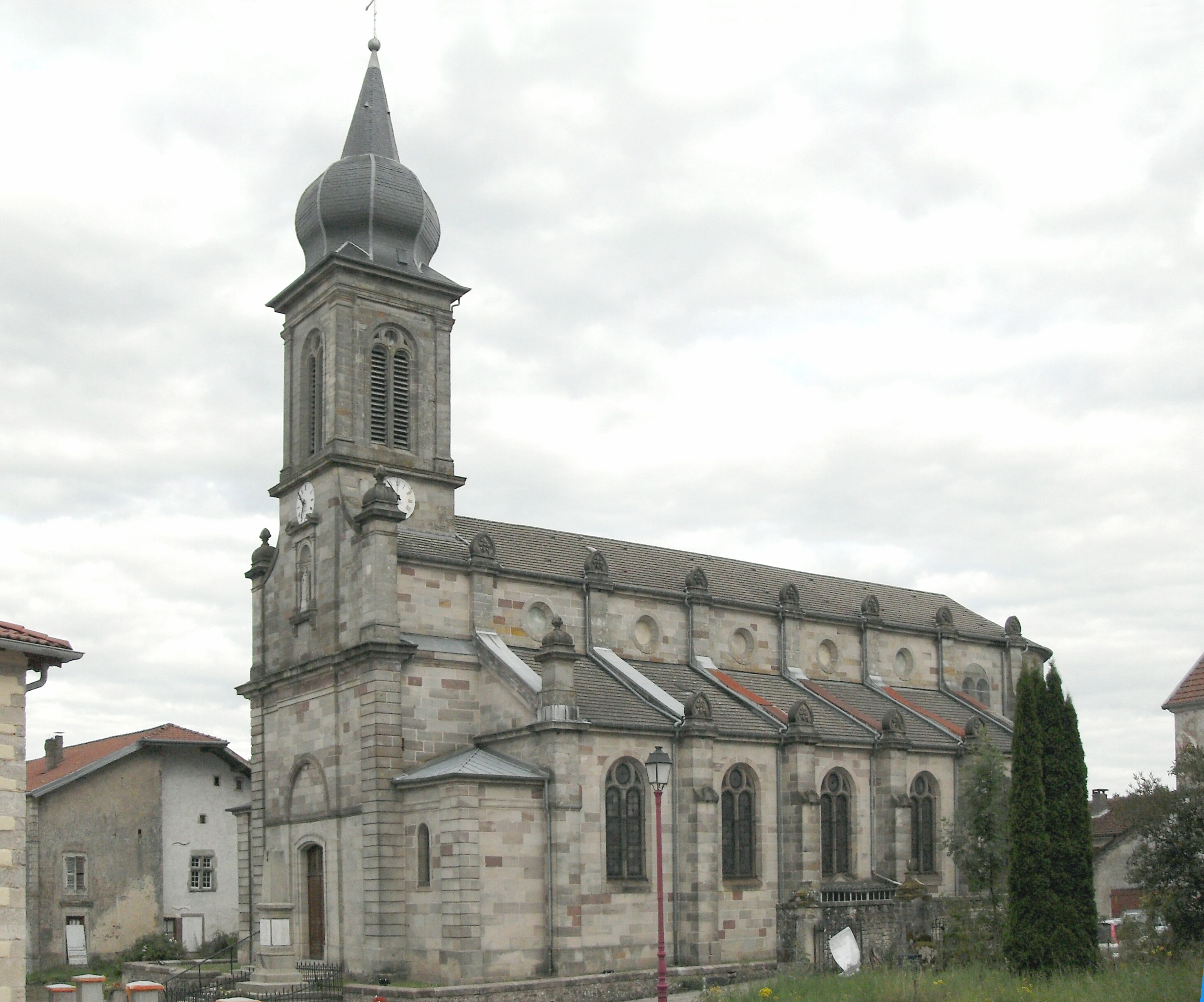
L'église de la Nativité de Notre-Dame, côté nord-ouest
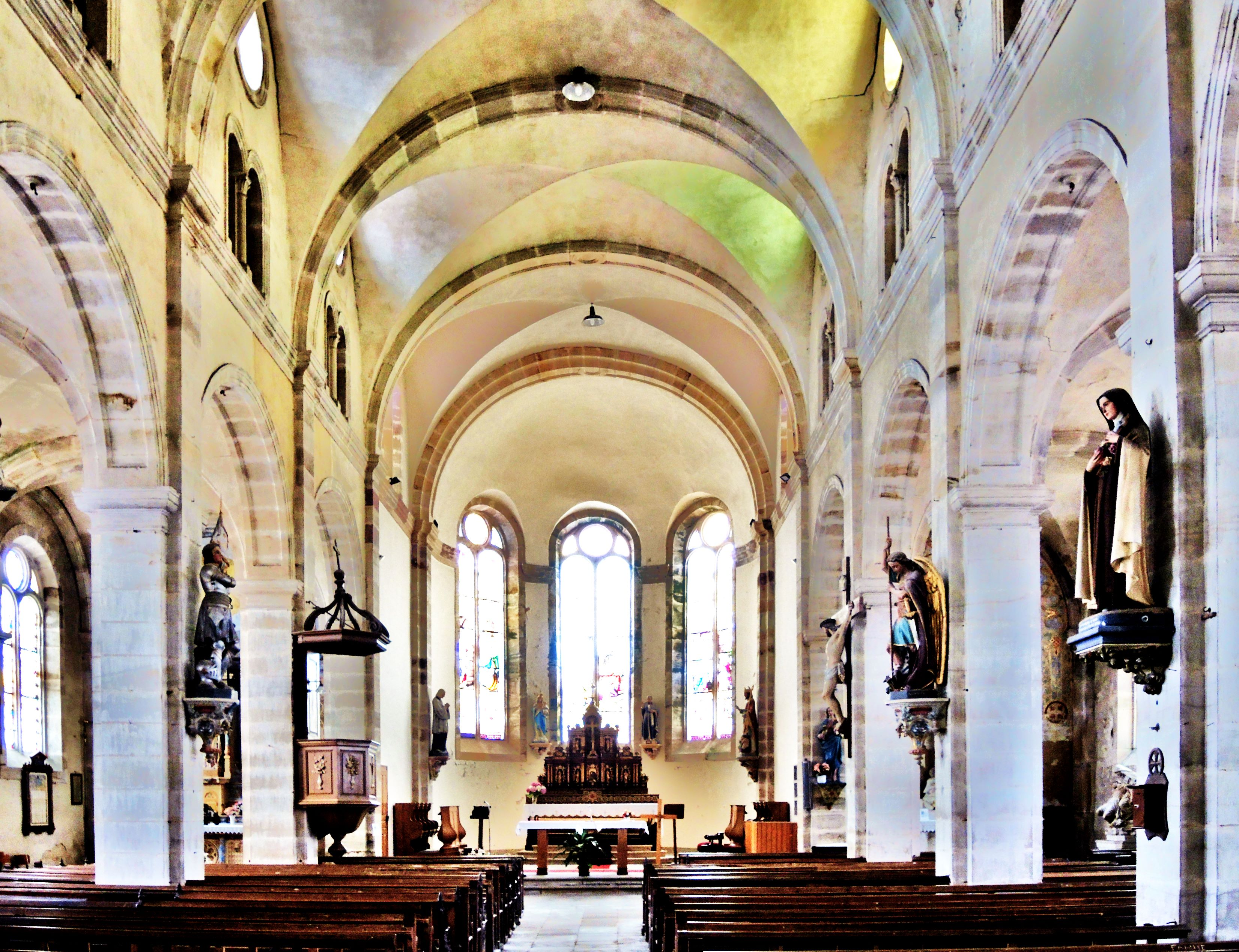
Nef de l'église de la nativité de Notre-Dame.
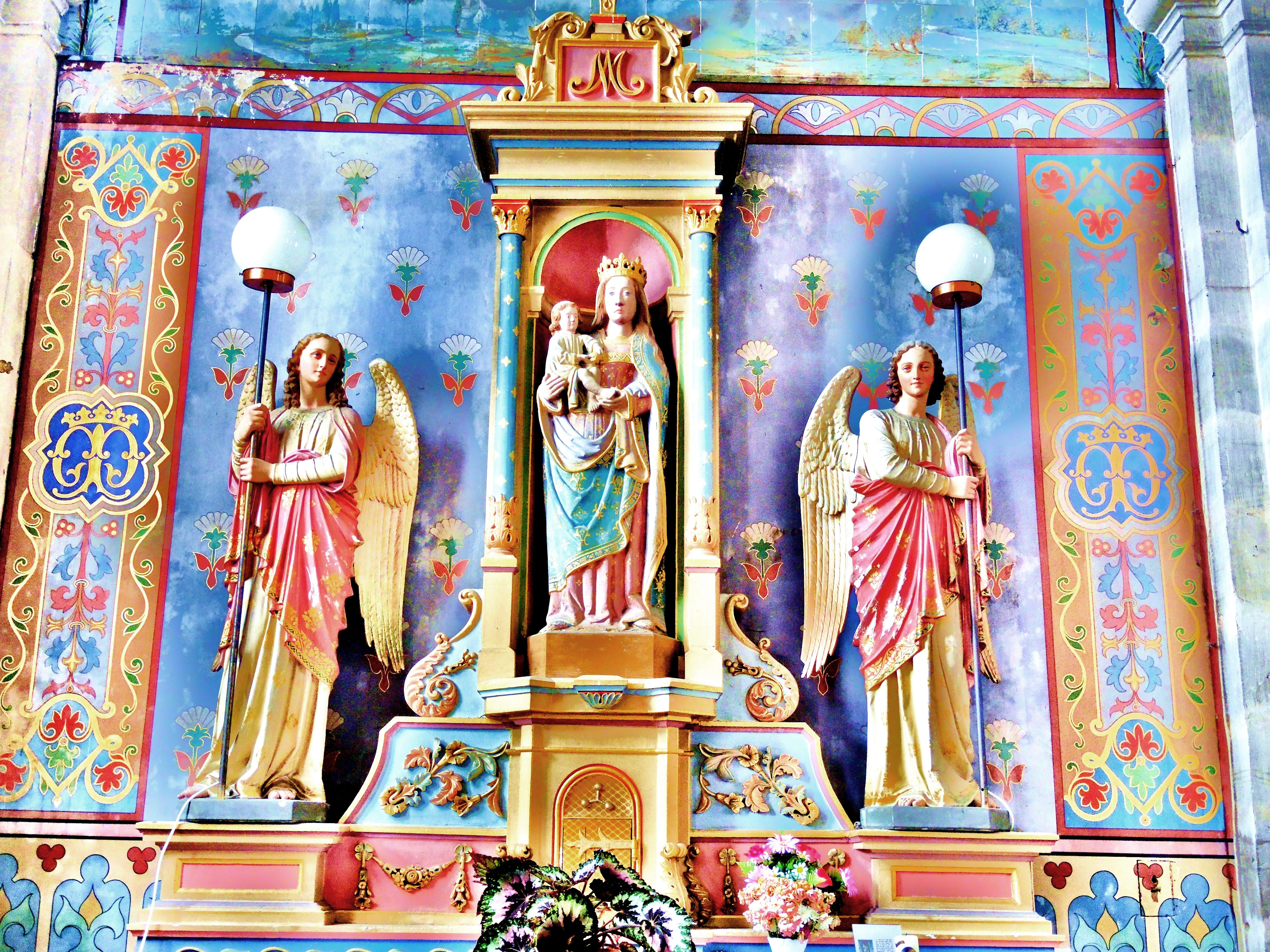
Autel de la Vierge.
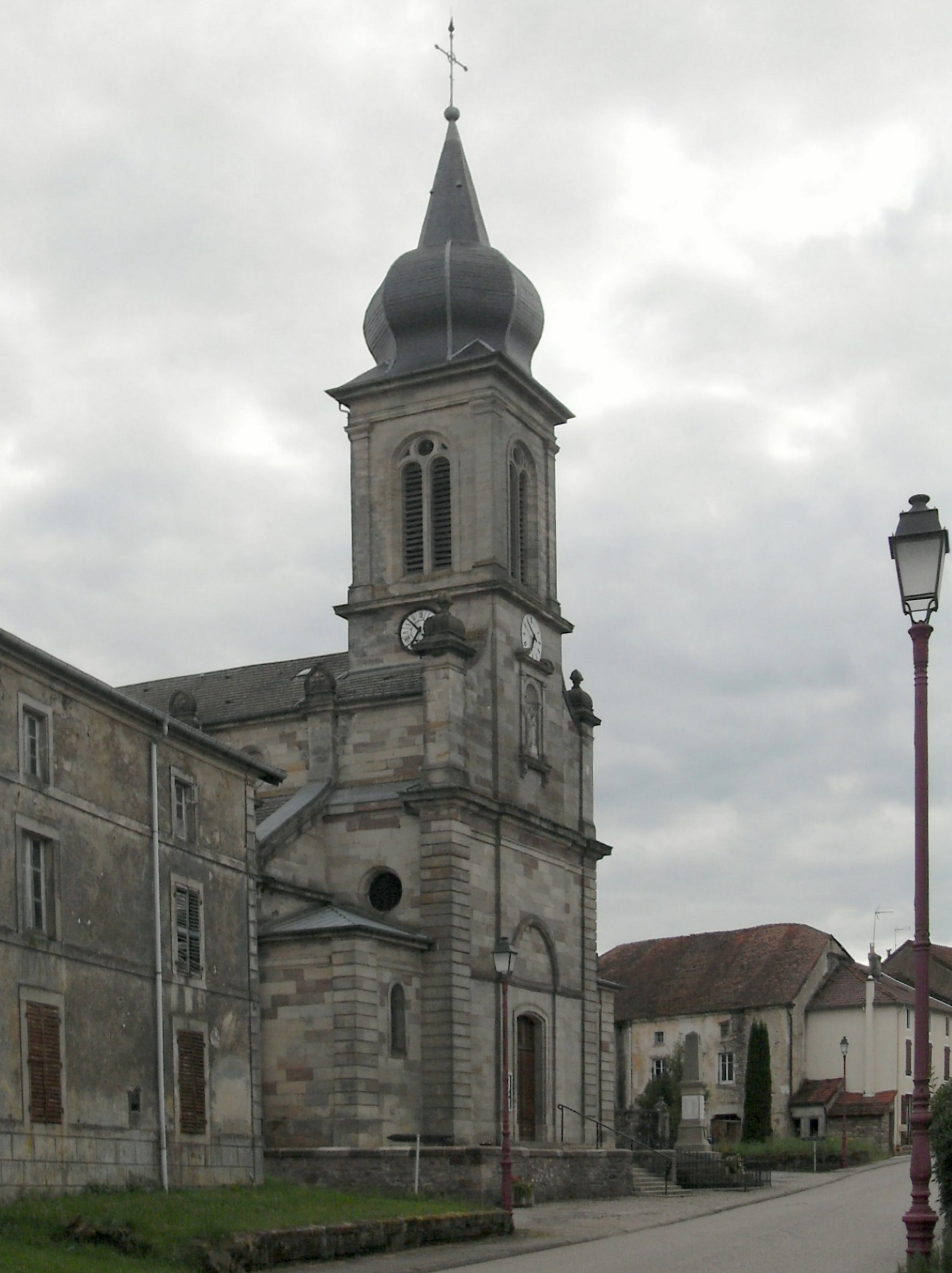
L'église de la Nativité de Notre-Dame, côté nord-est

## Politique et administration
| Période                                  | Période    | Identité                   | Étiquette | Qualité |
| ---------------------------------------- | ---------- | -------------------------- | --------- | ------- |
| Les données manquantes sont à compléter. |            |                            |           |         |
|                                          |            | Marcel Prunier (1928-2023) |           |         |
| mars 2001                                | avril 2014 | Christiane Lagaude         | DVD       |         |
| avril 2014                               | En cours   | Marie-Odile Beurné         |           |         |

### Budget et fiscalité 2022
En 2022, le budget de la commune était constitué ainsi :
- total des produits de fonctionnement : 377 000 €, soit 1 519 € par habitant ;
- total des charges de fonctionnement : 334 000 €, soit 1 348 € par habitant ;
- total des ressources d'investissement : 107 000 €, soit 429 € par habitant ;
- total des emplois d'investissement : 46 000 €, soit 184 € par habitant ;
- endettement : 43 000 €, soit 173 € par habitant.

Avec les taux de fiscalité suivants :
- taxe d'habitation : 9,37 % ;
- taxe foncière sur les propriétés bâties : 38,49 % ;
- taxe foncière sur les propriétés non bâties : 18,46 % ;
- taxe additionnelle à la taxe foncière sur les propriétés non bâties : 0,00 % ;
- cotisation foncière des entreprises : 0,00 %.

Chiffres clés Revenus et pauvreté des ménages en 2021 : médiane en 2021 du revenu disponible, par unité de consommation : 18 760 €.

## Population et société

### Démographie

#### Évolution démographique
L'évolution du nombre d'habitants est connue à travers les recensements de la population effectués dans la commune depuis 1793. Pour les communes de moins de 10 000 habitants, une enquête de recensement portant sur toute la population est réalisée tous les cinq ans, les populations de référence des années intermédiaires étant quant à elles estimées par interpolation ou extrapolation. Pour la commune, le premier recensement exhaustif entrant dans le cadre du nouveau dispositif a été réalisé en 2005.

En 2022, la commune comptait 210 habitants, en évolution de −18,29 % par rapport à 2016 (Vosges : −2,96 %, France hors Mayotte : +2,11 %).
| 1793 | 1800 | 1806 | 1821  | 1831  | 1836  | 1841  | 1846  | 1856  |
| ---- | ---- | ---- | ----- | ----- | ----- | ----- | ----- | ----- |
| 990  | 991  | 983  | 1 163 | 1 301 | 1 371 | 1 418 | 1 607 | 1 630 |

| 1861  | 1866  | 1876  | 1881  | 1886  | 1891  | 1896  | 1901  | 1906  |
| ----- | ----- | ----- | ----- | ----- | ----- | ----- | ----- | ----- |
| 1 701 | 1 700 | 1 752 | 1 624 | 1 460 | 1 373 | 1 358 | 1 319 | 1 227 |

| 1911  | 1921 | 1926 | 1931 | 1936 | 1946 | 1954 | 1962 | 1968 |
| ----- | ---- | ---- | ---- | ---- | ---- | ---- | ---- | ---- |
| 1 122 | 909  | 850  | 766  | 715  | 600  | 529  | 475  | 450  |

| 1975 | 1982 | 1990 | 1999 | 2005 | 2006 | 2010 | 2015 | 2020 |
| ---- | ---- | ---- | ---- | ---- | ---- | ---- | ---- | ---- |
| 384  | 339  | 302  | 226  | 238  | 243  | 251  | 254  | 224  |

| 2022 | - | - | - | - | - | - | - | - |
| ---- | - | - | - | - | - | - | - | - |
| 210  | - | - | - | - | - | - | - | - |

### Enseignement
Établissements d'enseignements : 
- Écoles maternelles et primaires à Hennezel, Fontenoy-le-Château, La Vôge-les-Bains
- Collèges à La Vôge-les-Bains, Monthureux-sur-Saône, Vauvillers,
- Lycées à La Vôge-les-Bains, Harol, Saint-Loup-sur-Semouse.

### Santé
Professionnels et établissements de santé : 
- Médecins à Bains-les-Bains, Fontenoy-le-Château, Charmois-l'Orgueilleux, Darney, Lerrain, Betoncourt-Saint-Pancras.
- Pharmacies à Hennezel, Bains-les-Bains, Fontenoy-le-Château, Darney, Lerrain.
- Hôpitaux à Xertigny, Ville-sur-Illon, Vittel, Saint-Rémy.

### Cultes
- Culte catholique, Paroisse Saint-Colomban-en-Vôge[30], Diocèse de Saint-Dié.

## Économie

### Entreprises et commerces

#### Agriculture
- Élevage d'ovins et de caprins.
- Élevage d'autres bovins et de buffles.
- Élevage de chevaux et d'autres équidés.
- Élevage de vaches laitières.
- Maraîchage : Ferme de la Massonne. Légumes bio

#### Tourisme
- Hébergements et restauration à Bains-les-Bains, Claudon, Xertigny, Dombasle-dDevant-Darney.

#### Commerces
- Commerces et services de proximité.

## Culture locale et patrimoine

### Lieux et monuments
- Croix de chemin, datant du XVIe siècle, classée au titre des monuments historiques par arrêté du 12 juillet 1982[31].
- Puits à balancier[32].
- Puits-abreuvoir[33].
- Patrimoine architectural rural recensé par le Service régional de Inventaire général du patrimoine culturel[34],[35],[36],[37],[38].
- Cimetière et croix de cimetière, réalisés selon les plans de Louis Gahon (1841-1842)[39].

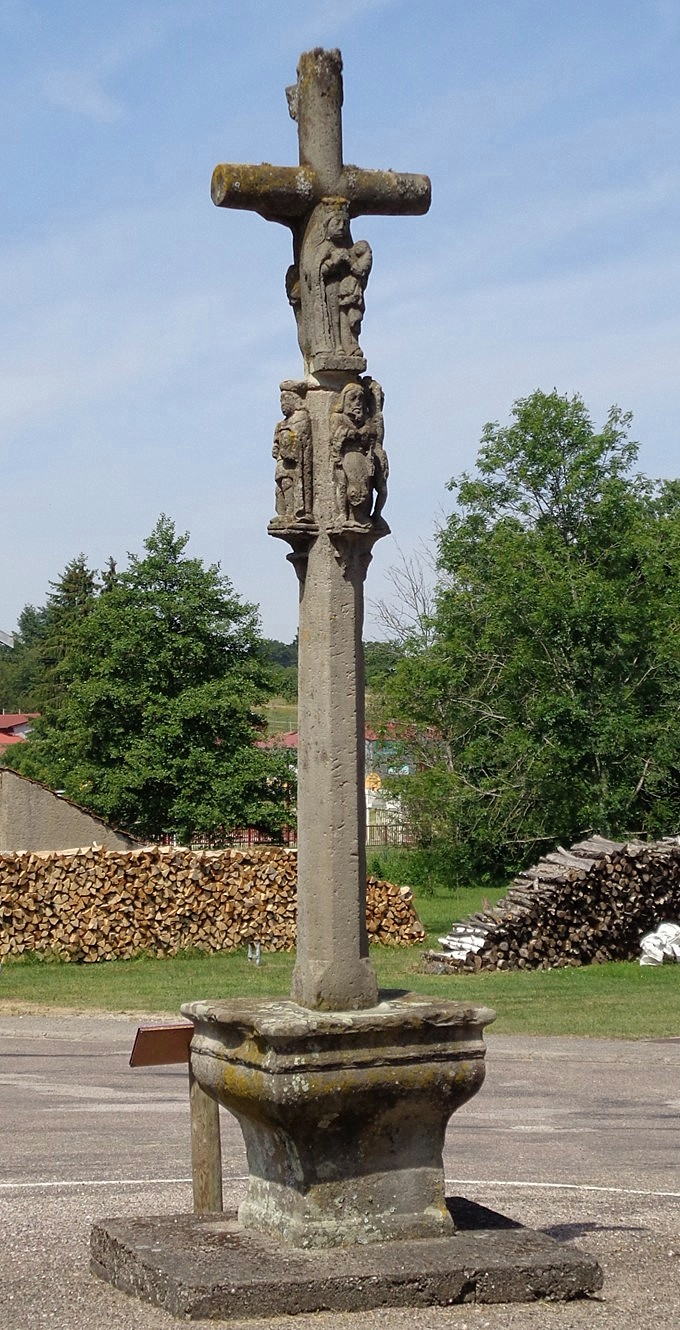
Croix de chemin
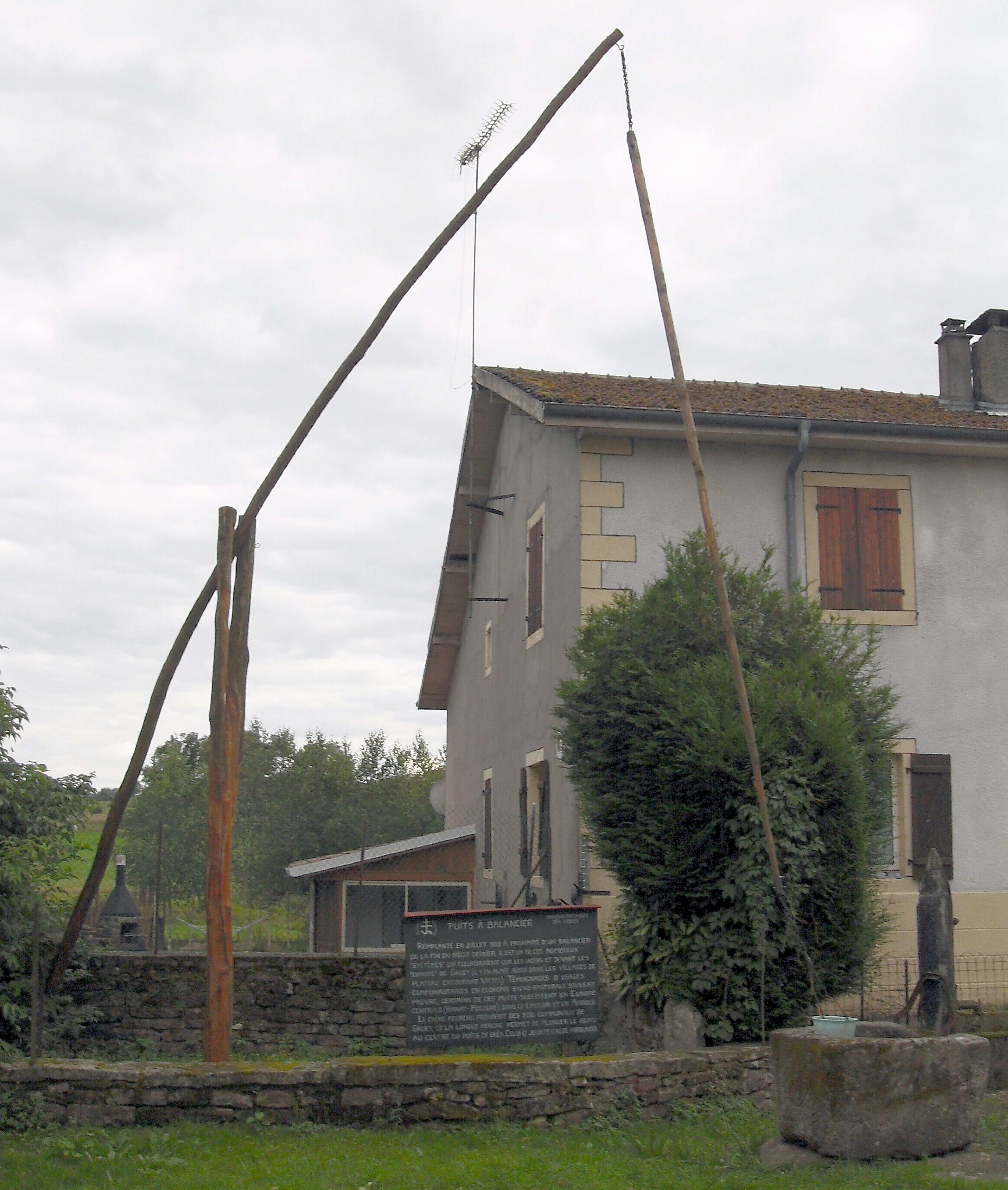
Puits à balancier
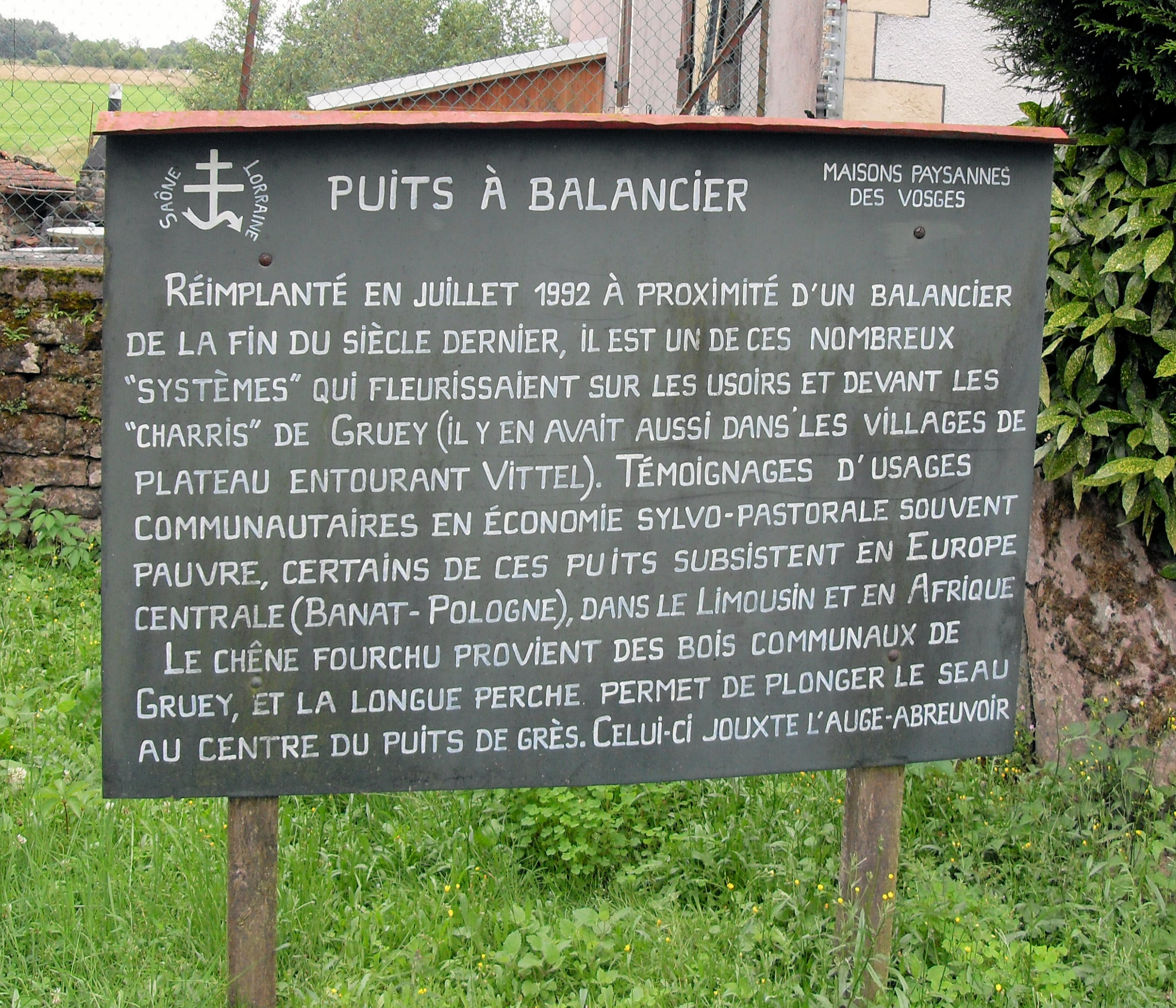
Panneau du puits

### Personnalités liées à la commune
- Ernest Gengenbach, écrivain du courant surréaliste, né à Gruey le 6 novembre 1903 et mort à Nogent-le-Roi en 1979.
- Marcel Levieux, peintre aquarelliste et professeur, né à Gruey en 1907 et mort en 1986[40].

## Pour approfondir